# ОШ „Немања Влатковић” Шипово
ОШ „Немања Влатковић” једна је од основних школа у општини Шипово. Налази се у улици Омладинска 1 у Републици Српској.

## Историјат
Основна школа „Немања Влатковић” је основана 1910. године, а садашњу зграду која је чврсте градне спратности делом П+1, делом без спрата, нето површина објекта 2.037.00m² користи од 1980. Током рата у Босни и Херцеговини школа је оштећена, а до 2016. није било већих улагања, када је у оквиру пројекта „Енергетска ефикасност” добила нови кров и изолацију, нове прозове, расвету и боље грејање. Назив је добила по Немањи Влатковићу, југословенском политичару, партизанском борцу и официру ЈНА. Обухвата једну централну и три подручне школе у којима је наставу, према подацима из 2016, похађало 785 ђака.